# Judo-Weltmeisterschaften 2007
Die Judo-Weltmeisterschaften 2007 fanden vom 13. bis zum 16. September in Rio de Janeiro statt.

## Ergebnisse

### Männer
| Gewichtsklasse | Gold             | Silber             | Bronze                 |
| -------------- | ---------------- | ------------------ | ---------------------- |
| - 60 kg        | Ruben Houkes     | Nestor Chergiani   | Ludwig Paischer        |
| - 60 kg        | Ruben Houkes     | Nestor Chergiani   | Choi Min-ho            |
| - 66 kg        | João Derly       | Yordanis Arencibia | Ārash Miresmāeli       |
| - 66 kg        | João Derly       | Yordanis Arencibia | Miklós Ungvári         |
| - 73 kg        | Wang Ki-chun     | Elnur Məmmədli     | Yūsuke Kanamaru        |
| - 73 kg        | Wang Ki-chun     | Elnur Məmmədli     | Rassul Boqijew         |
| - 81 kg        | Tiago Camilo     | Anthony Rodriguez  | Guillaume Elmont       |
| - 81 kg        | Tiago Camilo     | Anthony Rodriguez  | Euan Burton            |
| - 90 kg        | Irakli Zirekidse | Ilias Iliadis      | Roberto Meloni         |
| - 90 kg        | Irakli Zirekidse | Ilias Iliadis      | Iwan Perschin          |
| - 100 kg       | Luciano Corrêa   | Peter Cousins      | Dániel Hadfi           |
| - 100 kg       | Luciano Corrêa   | Peter Cousins      | Oreidis Despaigne      |
| + 100 kg       | Teddy Riner      | Tamerlan Tmenow    | Lascha Gudschedschiani |
| + 100 kg       | Teddy Riner      | Tamerlan Tmenow    | João Schlittler        |
| Offene Klasse  | Yasuyuki Muneta  | Juri Rybak         | Matthieu Bataille      |
| Offene Klasse  | Yasuyuki Muneta  | Juri Rybak         | Abdullo Tangriyev      |

### Frauen
| Gewichtsklasse | Gold             | Silber           | Bronze                 |
| -------------- | ---------------- | ---------------- | ---------------------- |
| - 48 kg        | Ryōko Tani       | Yanet Bermoy     | Frédérique Jossinet    |
| - 48 kg        | Ryōko Tani       | Yanet Bermoy     | Alina Dumitru          |
| - 52 kg        | Shi Junjie       | Telma Monteiro   | An Kum-ae              |
| - 52 kg        | Shi Junjie       | Telma Monteiro   | Yuka Nishida           |
| - 57 kg        | Kye Sun-hui      | Isabel Fernández | Aiko Satō              |
| - 57 kg        | Kye Sun-hui      | Isabel Fernández | Bernadett Baczkó       |
| - 63 kg        | Driulis González | Lucie Décosse    | Elisabeth Willeboordse |
| - 63 kg        | Driulis González | Lucie Décosse    | Ayumi Tanimoto         |
| - 70 kg        | Gévrise Émane    | Ronda Rousey     | Ylenia Scapin          |
| - 70 kg        | Gévrise Émane    | Ronda Rousey     | Anett Mészáros         |
| - 78 kg        | Yurisel Laborde  | Sae Nakazawa     | Stéphanie Possamaï     |
| - 78 kg        | Yurisel Laborde  | Sae Nakazawa     | Jeong Gyeong-mi        |
| + 78 kg        | Tong Wen         | Maki Tsukada     | Sandra Köppen          |
| + 78 kg        | Tong Wen         | Maki Tsukada     | Carola Uilenhoed       |
| Offene Klasse  | Maki Tsukada     | Lucija Polavder  | Anne-Sophie Mondière   |
| Offene Klasse  | Maki Tsukada     | Lucija Polavder  | Jelena Iwaschtschenko  |